# Сухоріч'є (Новотор'яльський район)
Сухорі́ч'є (рос. Сухоречье, марій. Сухоречье) — присілок у складі Новотор'яльського району Марій Ел, Росія. Входить до складу Масканурського сільського поселення.

## Населення
Населення — 16 осіб (2010; 31 у 2002).
Національний склад (станом на 2002 рік):
- росіяни — 52 %
- марійці — 48 %